# James Tissot

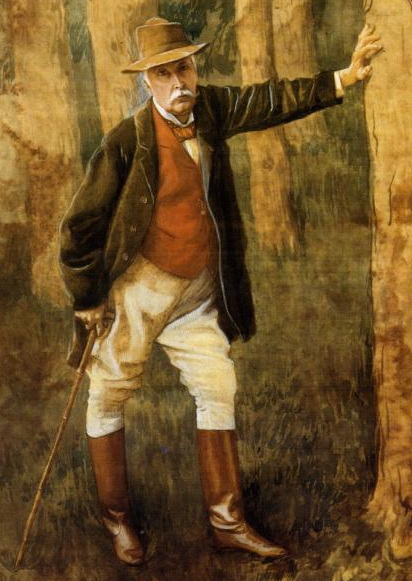
James Tissot: Selbstporträt (Detail), um 1898

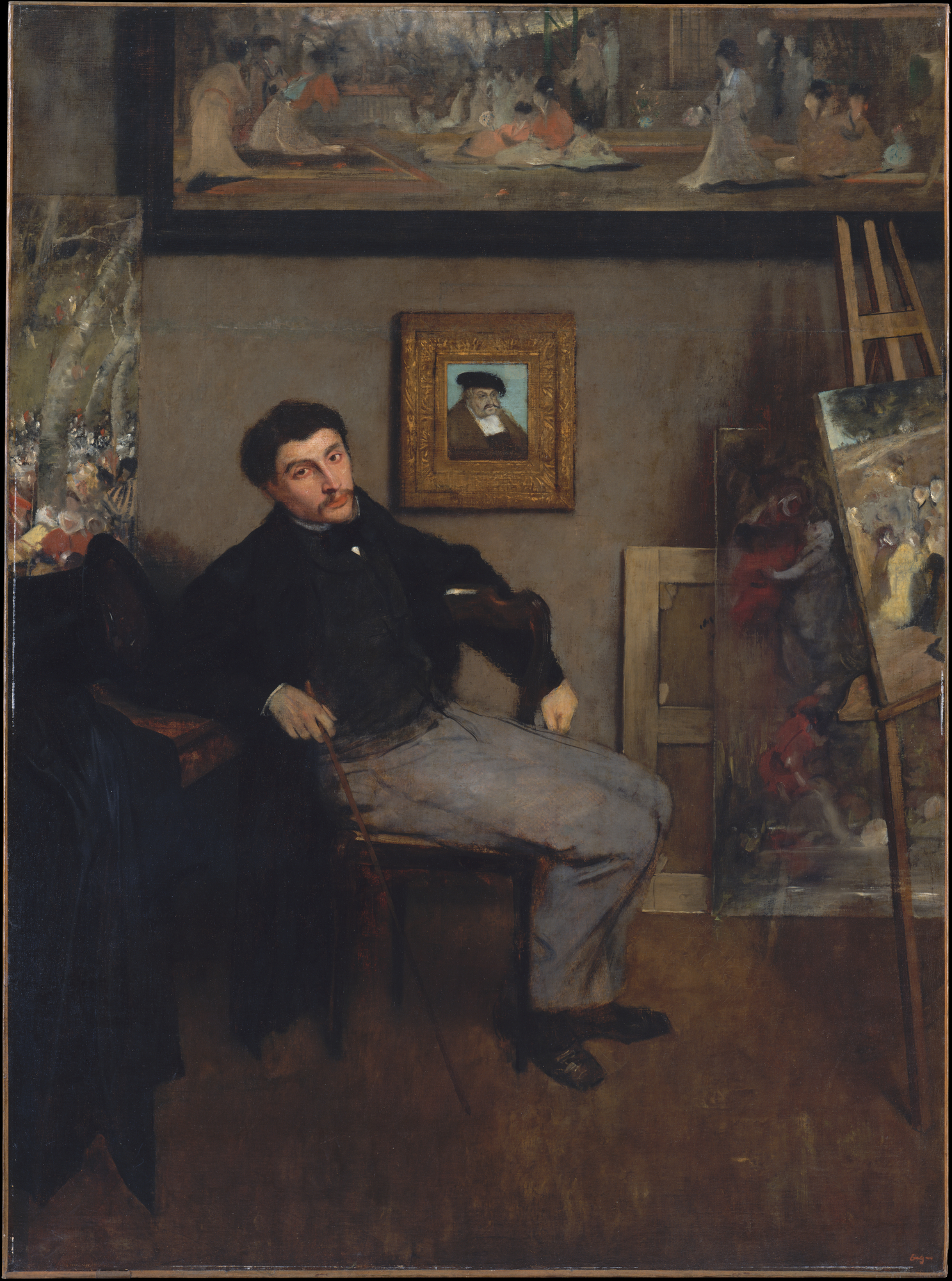
Edgar Degas: Porträt James Tissots, um 1867

James Tissot (eigentlich Jacques Joseph Tissot; * 15. Oktober 1836 in Nantes; † 8. August 1902 in Buillon) war ein französischer Maler und Grafiker. Der vor allem für seine Porträts im viktorianischen England der 1870er Jahre bekannte Künstler widmete sich in seinem Spätwerk überwiegend religiösen Themen.

## Leben
Der aus einer wohlhabenden Familie in Nantes stammende Jacques Joseph Tissot kam im Alter von 19 Jahren nach Paris und begann dort seine Ausbildung als Maler an der École des Beaux-Arts, wo er bei Jean-Auguste-Dominique Ingres, Hippolyte Flandrin und Louis Lamothe studierte. In Paris lernte er zudem Edgar Degas und Édouard Manet kennen, mit denen er eine lebenslange Freundschaft pflegte. Von Degas stammt ein 1867 entstandenes Porträt von Tissot. 1859 stellte er erstmals im Salon de Paris aus, seit dieser Zeit nannte er sich James. Sein 1861 im Salon gezeigtes Gemälde Rencontre de Faust et de Marguerite, ein Motiv aus der Tragödie Faust von Johann Wolfgang von Goethe, wurde umgehend vom französischen Staat für das Musée du Luxembourg angekauft und befindet sich heute in der Sammlung des Musée d’Orsay. Tissot etablierte sich in den 1860er Jahren als erfolgreicher Maler der Pariser Oberschicht, wandte sich aber auch der Darstellung von Lebedamen zu. Seine Serie der La Femme a Paris gehört zu diesen Motiven.
Tissot kämpfte im Deutsch-Französischen Krieg von 1870/71, erst in der Nationalgarde, dann schloss sich Tissot der Pariser Kommune an. Nach deren Niederschlagung verließ er Frankreich und zog nach London. Da er bereits für den Vanity Fair-Verleger als Karikaturist gearbeitet und in der Royal Academy ausgestellt hatte, war Tissot dort gut vernetzt und fand rasch Anschluss.

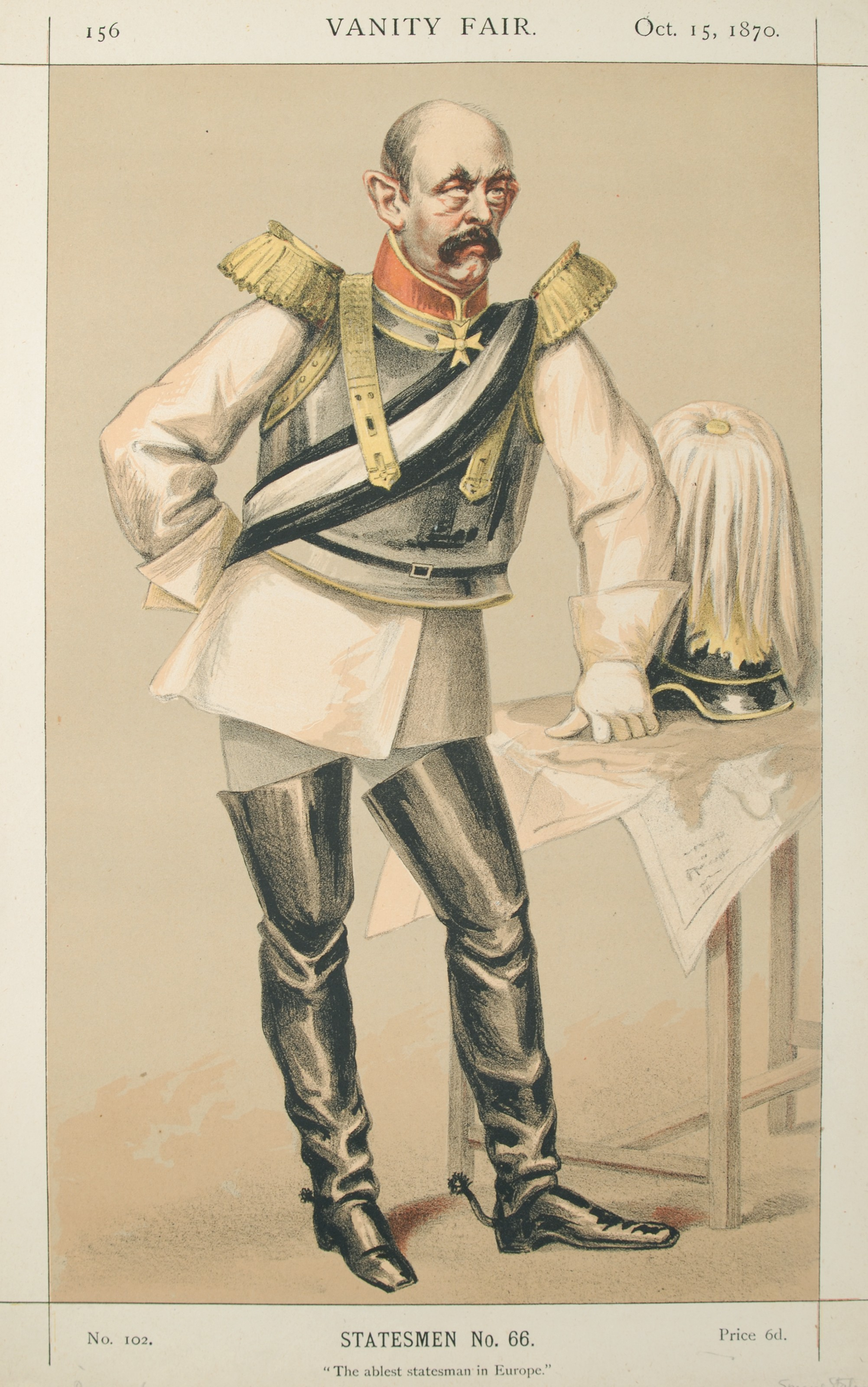
Karikatur von Otto von Bismarck, 1870

In den 1870er Jahren fertigte er zahlreiche zeitgenössische Genrebilder und Porträts der englischen Oberschicht, mit denen er große Erfolge feierte. Unter dem Einfluss von James McNeill Whistler und Alphonse Legros widmete er sich in dieser Zeit auch der Radierung, einer Technik, die er bei Francis Seymour Haden studierte. Darüber hinaus zeichnete er Karikaturen für die britische Zeitschrift Vanity Fair. 1872 betrug sein Einkommen mehr als 94.000 Francs und er besaß ein Haus im Londoner Stadtteil St. John’s Wood, beliebt bei Künstlern seiner Zeit. 
Eine Einladung von Degas zur Teilnahme an der ersten Gruppenausstellung der Impressionisten 1874 lehnte er ab und kam erst 1876 nach Paris zurück, wo seine Werke großen Beifall fanden. 1880 gründete er zusammen mit Haden, Legros und anderen Künstlern die Society of Painter-Etchers and Engravers, um die Radierung (Etching) und den Kupferstich (Engraving) als anerkannte Kunstformen zu etablieren.
1875 oder 1876 lernte Tissot Kathleen Newton kennen, eine geschiedene irische Frau mit zwei Kindern, die 1877 bei ihm einzog, was gegen die Moralvorstellungen im viktorianischen England verstieß. Kathleen Newton wurde Tissots Muse und bevorzugtes Modell. 1882 starb Kathleen Newton 28-jährig an Tuberkulose. Nur fünf Tage nach ihrem Tod zog Tissot endgültig wieder nach Paris. Sein Londoner Haus verkaufte er später an seinen Freund Lawrence Alma-Tadema. Als etablierter Künstler stellte er in Paris mit immer größerem Erfolg regelmäßig seine Werke aus. Er bewegte sich in der Pariser Hautevolee und zählte beispielsweise die Brüder Goncourt zu seinen Freunden.
Durch den Tod seiner Geliebten zunächst in eine persönliche Krise gestürzt, wandte sich Tissot dem Spiritualismus zu und war hierbei besonders von dem Medium William Eglinton (1858–1933) beeinflusst. Ab 1886 konzentrierte sich Tissot vornehmlich auf religiöse Themen. Er bereiste in den Folgejahren mehrmals Palästina und schuf eine Serie mit Illustrationen des Alten Testaments. 1896 stellte er in Paris 350 Grafiken zum Leben Christi aus, die später in zwei Bänden verlegt wurden. Einige solcher Bilder sakralen Inhalts inspirierten später immer wieder Filmschaffende. So beruht beispielsweise die bekannte Gestaltung der Bundeslade in Steven Spielbergs Jäger des verlorenen Schatzes auf Werken Tissots.

## Werke in öffentlichen Sammlungen (Auswahl)
| Bild | Titel (Entstehungsjahr)                         | Größe, Material                     | Sammlung                                                             |
| ---- | ----------------------------------------------- | ----------------------------------- | -------------------------------------------------------------------- |
|      | Margarete in der Kirche (um 1861)               | 50,2 cm × 75,5 cm Öl auf Leinwand   | National Gallery of Ireland in Dublin                                |
|      | Zwei Schwestern (1863)                          | 210 cm × 136 cm Öl auf Leinwand     | Musée d’Orsay in Paris                                               |
|      | Porträt der Mlle L. L. (1864)                   | 124 cm × 99,5 cm Öl auf Leinwand    | Musée d’Orsay in Paris                                               |
|      | Selbstporträt (um 1865)                         | 49,8 cm × 30,2 cm Öl auf Holz       | Fine Arts Museums of San Francisco, Legion of Honor in San Francisco |
|      | Young Ladies Looking at Japanese Objects (1869) | 70,5 cm × 50,2 cm Öl auf Leinwand   | Cincinnati Art Museum in Cincinnati                                  |
|      | The Dreamer (Summer Evening) (1871)             | 34,9 cm × 60,3 cm Öl auf Leinwand   | Musée d’Orsay in Paris                                               |
|      | On the Thames. A Heron (1871/72)                | 92,7 cm × 60,3 cm Öl auf Leinwand   | The Minneapolis Institute of Arts in Minneapolis                     |
|      | The Captain’s Daughter (1873)                   | 104,8 cm × 72,4 cm Öl auf Leinwand  | Southampton City Art Gallery in Southampton                          |
|      | The Last Evening (1873)                         | 72,4 cm × 102,9 cm Öl auf Leinwand  | The Guildhall Art Gallery in London                                  |
|      | London Visitors (um 1874)                       | 160 cm × 114 cm Öl auf Leinwand     | Toledo Museum of Art in Toledo                                       |
|      | Ball on Shipboard (um 1874)                     | 84,1 cm × 129,5 cm Öl auf Leinwand  | Tate Gallery of British Art in London                                |
|      | Hush! (um 1875)                                 | 73,7 cm × 112,2 cm Öl auf Leinwand  | Manchester Art Gallery in Manchester                                 |
|      | Captain Frederick Gustavus Burnaby (um 1875)    | 49,5 cm × 59,7 cm Öl auf Leinwand   | National Portrait Gallery in London                                  |
|      | Portrait of Miss Lloyd (1876)                   | 91,4 cm × 50,8 cm Öl auf Leinwand   | Tate Gallery of British Art in London                                |
|      | A Passing Storm (um 1876)                       | 76,8 cm × 99,7 cm Öl auf Leinwand   | Lord Beaverbrook Art Gallery in Fredericton                          |
|      | October (1877)                                  | 216 cm × 108,7 cm Öl auf Leinwand   | Musée des beaux-arts de Montréal in Montreal                         |
|      | Hide and Seek (1877)                            | 73,4 cm × 53,9 cm Öl auf Holz       | National Gallery of Art in Washington D.C.                           |
|      | Seaside (um 1878)                               | 87,5 cm × 61 cm Öl auf Leinwand     | Cleveland Museum of Art in Cleveland                                 |
|      | The Ball (1880)                                 | 90 cm × 50 cm Öl auf Leinwand       | Musée d’Orsay in Paris                                               |
|      | A Woman of Ambition (1883–85)                   | 142 cm × 101,6 cm Öl auf Leinwand   | Buffalo AKG Art Museum in Buffalo                                    |
|      | The Shop Girl (1883–85)                         | 146,1 cm × 101,6 cm Öl auf Leinwand | Art Gallery of Ontario in Toronto                                    |
|      | Women of Paris, The Circus Lover (1883–85)      | 147,2 cm × 101,6 cm Öl auf Leinwand | Museum of Fine Arts in Boston                                        |
|      | The Artists’ Wives (1885)                       | 146 cm × 101 cm Öl auf Leinwand     | Chrysler Museum of Art in Norfolk                                    |